# Batalion Maszynowy
Batalion Maszynowy Saperów – pododdział saperów Wojska Polskiego II RP.

## Formowanie i historia batalionu
W czerwcu 1919 r. w koszarach po artyleryjskich w Warszawie na Pradze utworzona została kompania elektrotechniczna pod dowództwem ppor. inż. Antoniego Mączyńskiego. Kompania ta wraz z 1 kompanią reflektorów utworzoną 11 listopada 1918 roku weszły w skład batalionu maszynowego saperów powstałego 5 sierpnia 1919 r. Z dniem 30 sierpnia 1919 r. zaczął nadchodzić do batalionu maszynowego saperów sprzęt techniczny, zakupiony w Austrii. Otrzymanie sprzętu i uzupełnienie batalionu żołnierzami umożliwiło rozpoczęcie właściwego i racjonalnego szkolenia, gdyż cenny sprzęt mógł spełnić swoją rolę tylko w rękach żołnierzy należycie obeznanych z ich obsługą. Stan batalionu wynosił 19 oficerów i 324 szeregowych. W pierwszej połowie grudnia 1919 r. przy kompanii szkolnej zostało utworzone laboratorium elektrotechniczne.  Wysokie wyniki uzyskiwane w szkoleniu sprawiły, że gdy w marcu 1920 r. wybuchł strajk w elektrowni miejskiej w Warszawie, batalion wydzielił żołnierzy do jej obsługi i dzięki temu możliwa była normalna praca w Ministerstwie Spraw Wojskowych i Naczelnym  Dowództwie. W miarę otrzymywania przez batalion wyposażenia materiałowego, a zwłaszcza materiałów instalacyjnych, taborowych oraz koni – następowało wysyłanie dalszych pododdziałów na front. W celu pogłębienia wiadomości z dziedziny mechaniki, elektrotechniki, reflektorów i taktyki reflektorowej dla oficerów batalionu oraz przydzielonych z innych broni – w kwietniu 1920 r. zorganizowany został przy batalionie maszynowym dwumiesięczny, oficerski kurs reflektorowy. 27 kwietnia w składzie kompanii zapasowej batalionu maszynowego utworzone zostały cztery kompanie reflektorowe, w których intensywnie szkolono żołnierzy.

## Działania bojowe pododdziałów ze składu batalionu maszynowego saperów.
24 lipca 1919 roku do 1 Dywizji Piechoty Legionów stacjonującej wówczas w Wilnie przydzielono 1 pluton 1 kompanii reflektorów pod dowództwem ppor. Zaleskiego, potem ppor. Kwiatkowskiego. Był wyposażony w 25 cm i pochodzący ze zdobyczy w Wilnie 60 cm reflektory. Pluton ten od 9 września 1919 był pododdziałem w dyspozycji 1 Brygady Piechoty Leg., wspierał bezpośrednio 6 pp leg. w walkach nad Dźwiną pod Dyneburgiem, gdzie przeszedł chrzest bojowy. Nastąpił wówczas pojedynek jednostek tego samego typu z obydwu stron frontu w dniach 23/24 i 24/25 września. Miały wówczas miejsce działania oślepiające oraz demaskujące uniemożliwiające transport pod osłoną nocy amunicji, żywności i przegrupowania pododdziałów. Ponadto oświetlanie stanowisk oraz wskazania do strzelań dla artylerii i ckm. W wyniku tych działań zadano straty wrogowi, ale też w nocy 3/4 grudnia utracono jeden reflektor 25 cm ostrzelany bronią maszynową ponadto zostało rannych dwóch żołnierzy. Po zdobyciu Dyneburga 1 pluton reflektorów przebywał w nim do 13 kwietnia 1920 roku. Następnie przez Baranowicze wyjechał transportem kolejowym do Kijowa, gdzie przybył 3 czerwca. 9 czerwca stosował zasłonę świetlną z prawego brzegu Dniepru, przy przygotowaniach i wysadzeniu mostu kolejowego przez saperów. Pod ostrzałem artylerii bolszewickiej opuścił Kijów, docierając 11 sierpnia do Lublina. Następnie 21 sierpnia koleją przegrupowany został do Białegostoku, skąd dotarł do Bokin, gdzie oświetlał nocami budowę mostu przez Narew w okresie 11-17 września. Następnie przemaszerował do Grodna, gdzie na korzyść Dywizji Górskiej i Dywizji Ochotniczej oświetlał w nocy 25/26 września pozycje sowieckie na prawym brzegu Niemna. Przez kolejne noce od 27 do 30 września oświetlał budowę mostu pontonowego przez Niemen. Po czym w dyspozycji 2 Armii przez Kortę dotarł do Lidy i tam połączył się z 1 kompanią reflektorów. Po zawieszeniu broni remontował sprzęt i prowadził szkolenie. W międzyczasie został przeformowany w 1 kompanię. Kompania powróciła z Lidy do Warszawy 17 lutego 1921 roku.
2 pluton reflektorów pod dowództwem pchor. Piwarskiego z jedną stacją 60 cm reflektorów, 18 lipca 1920 roku wyjechał na front z zamiarem dołączenia do 1 plutonu. Z uwagi na zmiany na froncie, 2 pluton został skierowany do dyspozycji dowództwa do tzw. "Armii Ochotniczej gen. Bułak-Bałachowicza w Kobryniu. W Kobryniu stacjonował do 25 lipca. Nocą 24/25 lipca oświetlał w boju nocnym skrzydło wojsk sowieckich atakujące stację kolejową w miejscowości Żabinka. Następnie w dniach 25 lipca do 9 sierpnia poprzez Brześć n/Bugiem, Siedlce, Warszawę, Łuków, Lublin wycofał się do Dęblina. W ramach ofensywy znad Wieprza maszerował do Lublina, następnie transportem kolejowym przybył do Chełma, skąd marszem ubezpieczonym dotarł 28 sierpnia do Włodawy. W nocy 31 sierpnia na 1 września wspierał Grupę gen. Bałachowicza w walkach nad rzeką Bug jako piechota, a nocą 4/5 września oświetlał wykonany z powodzeniem kontratak wojsk ochotniczych na stację kolejową we Włodawie. Tej nocy wykryto światłem reflektora patrol bolszewicki z ckm, który usiłował zniszczyć reflektor i zaskoczyć placówkę osłonową plutonu. W dniach 8-11 września brał udział w pościgu wraz z Grupą gen. Bałachowicza docierając przez Szack do Krymna, gdzie nocą 11/12 września oświetlał przedpole dla ostrzału ckm wspieranych wojsk. Po czym w pościgu z "Armią gen. Bałachowicza  dotarł 15 września do Kamienia Koszyrskiego. 29 września poprzez Pińsk przemieścił się 2 pluton na linię demarkacyjną w rejon Hurska, a następnie do Słonimia. 9 grudnia 1920 roku powrócił do Warszawy do macierzystego batalionu.
W batalionie maszynowym saperów utworzono w ostatnich dniach lipca 1920 roku sześć plutonów reflektorów dla pociągów pancernych w sile 1 oficer i 4-5 szeregowych obsługi. Wyjechały one do Lwowa, Krakowa i Nowego Sącza 30 lipca i 10 sierpnia. Plutony zostały przydzielone do pociągów pancernych: „Pierwszy Marszałek”, „Bartosz Głowacki”, „Śmiały”, „Huragan”, „Śmierć” i „Stefan Czarniecki”, razem z nimi dzieliły losy wojenne od sierpnia 1920 roku. Powróciły do batalionu maszynowego saperów wiosną 1921 roku.
Ponadto do pociągów pancernych, pociągów sztabowych i obsługi dowództw operacyjnych wojsk, batalion maszynowy skierował plutony elektrowni polowych. 1 pluton elektrowni polowych obsługiwał od 21 maja 1920, do 26 lutego 1921 roku sztab 6 Armii na froncie południowym na całym jej szlaku. 2 pluton elektrowni polowych obsługiwał od 21 maja do lipca 1920 roku pociąg sztabowy gen. Antoniego Listowskiego na froncie południowym. Od sierpnia 1920 do 21 lutego 1921 roku obsługiwał sztab 2 Armii na froncie środkowym i północnym dotarł z nim do Lidy. Od 17 kwietnia do końca czerwca 1920 roku 5 pluton elektrowni polowych obsługiwał pociąg sztabowy Naczelnego Wodza.
W Bitwie Warszawskiej, mającej przełomowe znaczenie dla losów wojny 1920 r., nie zabrakło żołnierzy batalionu maszynowego saperów.  Wydzielenie ze stanu batalionu dwóch nakazanych kompanii fortyfikacyjnych wymagało jego reorganizacji. W dniu 27 lipca 1920 r. dowódca batalionu saperów kpt. Rylke rozwiązuje kompanię szkolną i frontowe kompanie reflektorowe, w ich miejsce sformował dwie kompanie fortyfikacyjne. 28 lipca 1920 r. kompanie odmaszerowały na wyznaczone odcinki, pozostając nadal pod rozkazami kpt. Rylke jako współpracownika płk. Nawratila. 1 kompania fortyfikacyjna zajęła odcinek: Falenica – Janówek – Okuniew, a 2 kompania fortyfikacyjna odcinek – Okuniew – Czarna Stara – Radzymin. Obie kompanie, każda w sile 133-134 żołnierzy i oficerów fortyfikowały odcinek o długości ok. 60 km, budując I linię obrony. Z kadr batalionu i żołnierzy ochotników sformowano 1 kompanię reflektorów pod dowództwem por. Jarmułowicza i przekazano do broniącej stolicy 1 Armii 15 sierpnia. Kompania ta współdziałała z obsadą odcinka "Zegrze", jednak z uwagi na brak transportu konnego nie wzięła udziału w pościgu, po 18 sierpnia i powróciła do batalionu, a po rozejmie została rozwiązana. W obronie Warszawy w sierpniu 1920 roku brał udział 3 pluton reflektorów pod dowództwem por. Zaleskiego przydzielony do dyspozycji Gubernatora Warszawy pełnił funkcję obrony przeciwlotniczej, a także oświetlał dwa mosty warszawskie przez Wisłę Kierbedzia i przy Cytadeli dla nocnych przerzutów wojsk i ich ewentualnej obrony. Dodatkowo sformowano kompanię elektrotechniczną do budowy umocnień pod wysokim napięciem. Takie umocnienie o długości 1125 m zbudowano do 17 sierpnia przed Wólką Radzymińską, na przedpolu Nieporętu. Z uwagi na wycofanie się wojsk bolszewickich do praktycznego ich użycia nie doszło.

## Prace i szkolenie batalionu maszynowego saperów w czasie pokoju
11 marca 1921 r. batalion maszynowy saperów został przeniesiony do Nowego Dworu Mazowieckiego koło Modlina.  W 1924 r. batalion przejął w administrację elektrownię, a następnie wodociągi w Modlinie, nie tylko oświetlał zagrożone tereny, lecz brał czynny udział w akcji przeciwpowodziowej wywożąc na pontonach mieszkańców z zagrożonych domów oraz kierując pracami ziemnymi przy naprawie toru kolejowego i szosy relacji Modlin – Warszawa. Budował też przesyłową linię energetyczną wysokiego napięcia 5000 V długości 12 km w ramach ćwiczeń. Warsztaty i kompania szkolna wyremontowały i naprawiły dużą ilość sprzętu elektrotechnicznego i reflektorowego przesyłaną z wielu jednostek demobilizowanych i ze zdobyczy. Za akcję ratowniczą w 1924 r. jak i w latach następnych żołnierze batalionu zostali odznaczeni Krzyżami Zasługi. Na początku 1925 r. zmieniono nazwę batalionu na batalion elektrotechniczny.

## Skład batalionu
Dowództwo batalionu
- dowódca batalionu  – kpt. Jana Rylke
- kadra  batalionu
  - ppor. Kwiatkowski
  - ppor. Zaleskiego
  - ppor. Edward Fryzendorf
  - podchorąży  Piwarski

- dwie kompanie reflektorów (z numeracją 1 – 2)
- dwie kompanie elektrotechniczne (z numeracją 3 – 4)
- kadra kompanii zapasowej
- szkoła mechaników i elektrotechników
- skład i warsztat elektrotechniczny[12].